# Gauche avenir
Gauche avenir est un club de réflexion français créé en juin 2007 et constitué à partir d'un appel lancé par des responsables politiques, syndicaux, associatifs et des intellectuels.
En créant Gauche avenir, ils ont souhaité contribuer, en dehors des partis, de leurs enjeux de pouvoir et des rivalités de personnes, à une « redéfinition » de la gauche. Issus de différentes sensibilités politiques, sociales et culturelles, ils veulent s’appuyer sur une volonté de dialogue, d’écoute et d’ouverture à tous les courants de la gauche. Ses principaux animateurs sont les socialistes Marie-Noëlle Lienemann, Paul Quilès et Emmanuel Maurel.

## Les premiers signataires de l'appel
- Michèle Attar (membre du Conseil économique et social)
- Gilles Candar (historien)
- Claude Cabanes (journaliste)
- Patrick Champagne (sociologue)
- Alexis Corbière  (élu municipal à Paris)
- Jacques Duron (membre du Conseil économique et social)
- Jean-Claude Gayssot (ancien ministre)
- Pierre Gendre (syndicaliste)
- André Laignel (député européen)
- Rémi Lefebvre (professeur de sciences politiques à l’Université de Reims)
- Ivan Levaï (journaliste)
- Marie-Noëlle Lienemann (députée européenne)
- Philippe Marlière (politologue)
- Emmanuel Maurel (conseiller régional, directeur de la revue Parti pris)
- Michael Moglia (conseiller régional, président du club CSPRG)
- Henri Peña-Ruiz (philosophe)
- Paul Quilès (ancien ministre)
- Francis Wurtz (président du groupe Gauche unitaire européenne/Gauche verte nordique au Parlement européen)
- Jean Auroux (ancien ministre)

Le 10 juillet 2008, cet appel a été signé par plus de 1 700 personnes.

## L'actualité de Gauche avenir depuis le lancement
- 4 juin 2007 : appel des 18 signataires fondateurs.
- 3 juillet 2007 : assemblée générale des premiers signataires ; cinq rapports introductifs pour les débats futurs devant 300 participants ; constitution de sept groupes de débat issus de l’AG, avec demande de contributions. L’idée commence à s’imposer d’un document de synthèse qui pourrait servir de charte de l’unité de la gauche.
- Septembre 2007 : publication des « 7 clés du renouveau de la gauche », qui confirme la démarche.
- 13 réunions territoriales touchant environ un millier de personnes.
- Cinq auditions publiques : Liêm Hoang-Ngoc, Emmanuel Todd, Jacques Généreux, Éric Dupin, Julien Landfried.
- 26 mars 2008 : tenue du « Forum du désenvoûtement idéologique ».
- 5 mai 2008 : sortie du livre « Fiers d’être de gauche »[3].
- Juin 2008 : banquets républicains sur l'unité de la gauche (y ont participé : Jean-Pierre Chevènement, Ivan Levaï, Benoit Hamon, Jean-Luc Mélenchon, Claude Cabanes, Marie-Pierre Vieu, Georges Sarre, Jean-Claude Sandrier…).
- Juillet 2009 : forum sur l'état de la gauche avec Pouria Amirshahi (Secrétaire national du PS), Guillaume Bachelay (Secrétaire national du PS), Gilles Candar (Historien), Jacques Cossard (secrétaire général du Conseil scientifique d'ATTAC), Julien Landfried (secrétaire national du MRC), Jean-Luc Laurent (Maire MRC du Kremlin-Bicêtre), Bertrand Monthubert (secrétaire national du PS), Marianne Louis (Secrétaire nationale du PS), Jean-Claude Monod (Chargé de recherches au CNRS), Jean-Vincent Placé (Secrétaire national adjoint des Verts), Marie-Pierre Vieu (Membre du collège national exécutif du PCF, vice-présidente de la région Midi-Pyrénées).